# В краю лесов
«В краю лесов» (англ. The Woodlanders) — художественный роман Томаса Харди. Главы публиковались в период с 15 мая 1886 года по 9 апреля 1887 года в журнале Macmillan's Magazine и опубликован в трёх томах в 1887 году. Произведение входит в серию других романов, где действие разворачивается в Уэссексе.

## Сюжет
Грейс Мелбери — дочь богатого торговца древесиной. Она возвращается в свою маленькую деревню после окончания школы, перспектива жить в такой обстановке приводит её в ужас. К тому же она должна выйти замуж за Джайлса Уинтерборна, выращивающего яблоки и сидр, который влюблён в неё уже много лет. В то же время юная Марти Саут, которая настолько бедна, что вынуждена продавать свои волосы, тоже давно влюблена в Джайлса. Однако отец Грейс, гордившийся хорошим образованием, которое она смогла получить его дочь, теперь считает, что она слишком хороша для Уинтерборна. Когда на Грейс положил глаз новый красавец-врач Эдред Фицпирс, она отвергает Джайлса и выходит за Фицпирса. Однако, узнав о его неверности, она уходит от него. Она отправляется к Джайлсу, который разрешает ей провести ночь в его доме, а сам остается ночевать на улице. Из-за плохой погоды в ту ночь ему становится плохо, и Джайлс умирает. После этого Грейс возвращается к раскаявшемуся Эдреду Фицпирсу. Марти тщетно ждёт Грейс, чтобы вместе посетить его могилу, но Грейс так и не пришла. Единственный, кто теперь оплакивает Джайлса, — Марти Саут…

## Литературный анализ
Позднее Харди включил этот роман в основную группу «Романов о характере и среде» для Уэссекского издания своих произведений. Однако, несмотря на то, что этот роман считается одним из главных романов Харди, он является «чем-то вроде аномалии» по сравнению с трагической глубиной его предшественника, романа «Мэр Кэстербриджа», и последовавшего за ним романа «Тэсс из рода д’Эрбервиллей».

### Темы
В романе отражены обычные для Харди темы: деревенская, вызывающая обстановка, неудачно выбранные брачные партнёры, безответная любовь, движение по социальному классу и несчастливый или, по крайней мере, двусмысленный конец. Как и в большинстве других его произведений, возможности для самореализации и счастья оставлены или отложены.

#### Брак и сексуальность
Роман «В краю лесов» знаменует начало полемики вокруг романов Харди. На этом этапе своей карьеры он был достаточно авторитетен как писатель, чтобы идти на риск, особенно в области сексуальности, такой как брак, развод, супружеская верность, использование нетрадиционных сюжетов и тонов, а также кажущиеся аморальными выводы. Изображение Харди сексуальной морали привело к тому, что его стали идентифицировать с «Лигой против брака».
То, что брак в романе не является чем-то исключительным, наиболее ярко проявляется в словах и мыслях Грейс Мелбери; как героиня и преданная жена неверного мужа, она должна представлять собой моральный центр, но она открыто признаёт сексуальную и супружескую неверность. Во время болезни Фицпирса она приглашает миссис Чармонд и Сьюк Дамсон в спальню, говоря: «Действительно, вы имеете полное право войти в его спальню […] Жёны, давайте войдем все вместе!». Покинутая им, она называет природу «щедрой», так скоро заменившей его другой, нежной формой «неразбавленной мужественности» — Джайлсом.

## История создания
Вторая жена Томаса Харди Флоренс Дагдейл писала, что в 1874 году Харди «отложил в сторону лесную историю», которая десять лет спустя превратилась в «В краю лесов». Она должна была стать продолжением романа 1874 года «Вдали от обезумевшей толпы», но он отложил роман, чтобы поработать над другими произведениями. Харди решил вернуться к своей «лесной истории» после того, как в октябре 1884 года редактор журнала «Macmillan’s Magazine» попросил его написать новый сериал. Роман был опубликован в виде сериала в этом журнале и в Harper's Bazaar в 1887 году, затем в марте того же года последовало трёхтомное первое издание.

## Критика
Роман «В краю лесов» получил широкую известность. Книга была анонсирована в апреле 1887 года в газете Saturday Review как «лучший [роман], написанный Харди»; сэр Артур Квиллер-Куч писал, что это «самая прекрасная, если не самая лучшая его книга»; Уильямом Фелпсом он был отмечен как «самый красивый и самый благородный из романов Харди»; Э. Эдвард Ньютон считал, что это «один из лучших романов последнего полувека». Английский писатель Джордж Гиссинг прочитал роман в марте 1888 года «с большим удовольствием», но почувствовал, что «человеческая часть… болезненно неудовлетворительна».
Этот роман оставался личным любимым романом Харди. Английский писатель Ньюман Флауэр вспоминал, что Харди назвал этот роман своим «любимым», а через 25 лет после его публикации написал: «Когда я взял в руки „В краю лесов“ и перечитал его через много лет, он понравился мне больше всего, как рассказ».

## Адаптации
Вскоре после публикации романа Харди обратился к Джеку Грейну и Чарльзу Джарвису за разрешением адаптировать его для постановки в 1889 году. Но, несмотря на то, что были написаны различные черновики, проект так и не был реализован. Только в 1913 году пьеса А. Х. Эванса в трёх действиях была поставлена Дорчестерским обществом дебатов и драматического искусства; в том же году спектакль был отправлен в Лондон, а в 1914 году в Уэймут. Спустя годы после смерти Харди адаптация Дэвида Хорлока была поставлена в театре Театре Солсбери, а в следующем веке две драматические адаптации романа побывали на гастролях в Вест-Кантри. В 2013 году театр «New Hardy Players» поставил версию Эмили Фирн, а в 2016 году театральная компания «Hammerpuzzle» поставила версию Тэмсин Кеннард.
Радиовещательная компания Би-би-си в 1970 году сняла телесериал по роману, главную роль в котором сыграли Фелисити Кендал и Ральф Бейтс. В 1997 году был снят одноимённый фильм режиссёром Филом Агланд.
Также были созданы музыкальные обработки различных отрывков из романа. «Scene from The Woodlanders» (1925) Патрика Хэдли содержит последние слова с камерным ансамблем и былы опубликованы [[Издательство Оксфордского университета|издательством Оксфордского университета| в 1926 году. Роман был адаптирован под оперу Стивеном Паулусом, премьера которой состоялась в 1985 году в Оперном театре Сент-Луиса. Десятилетие спустя она была представлена в феврале 1995 года в Оксфордском драматическом театре. Стивен Паулус так же создал 15-минутную сюиту по роману «В краю лесов», а в 1999 году четыре описательных отрывка были переложены Энтони Пейном в виде "Сцены «В краю лесов» (1999) для сопрано, двух кларнетов, скрипки и виолончели. Сам Пейн назвал это произведение «странным гибридом, находящимся на полпути между песенным циклом и тональной поэмой».